# Filip Dylewicz
Filip Dylewicz (Bydgoszcz, 25 gennaio 1980) è un ex cestista polacco.
Giocava come ala.
Ha dalla sua una grande esperienza in campo europeo, grazie alla partecipazione alla ULEB Cup 2003-2004 e, dal 2004, a 5 edizioni di Eurolega.

## Carriera
Cresciuto nell'Astoria Bydgoszcz, in seconda divisione, nel 1997 è stato acquistato dal Prokom Sopot. Già nelle giovanili si è messo in luce, venendo convocato dall'under-18 e dall'under-20. Ha vinto anche un titolo polacco juniores nel 1998.
Nel 1999-2000 è passato in prima squadra, ma ha esordito soltanto nel 2000-01. In questi due anni ha vinto comunque due Coppe di Polonia.
Nel 2002-03 è stato ceduto in prestito al Old Spice Pruszkow, prima di tornare al Prokom Sopot, dove ha vinto sei campionati consecutivi.
È stato il miglior marcatore della sua nazionale alle qualificazioni per l'Europeo 2005, partecipando anche all'edizione 2007.
Nel 2009 passa all'Air Avellino, squadra militante nella Serie A italiana, approdando per la prima volta, a 29 anni, in un campionato che non sia quello polacco, e in cui il livello di gioco generale è notoriamente più elevato.
Nel 2010 si trasferisce al Prokom Gdynia.

## Palmarès

### Squadra
- Campionato polacco: 6

Prokom Sopot: 2003-04, 2004-05, 2005-06, 2006-07, 2007-08, 2008-09
- Coppa di Polonia: 6

Prokom Sopot: 2000, 2001, 2006, 2008
Trefl Sopot: 2012, 2013
- Supercoppa polacca: 2

Trefl Sopot: 2012
Turów Zgorzelec: 2014

### Individuale
- MVP ai Playoff del Campionato polacco: 1

Prokom Sopot: 2007-08